# دین یونان باستان

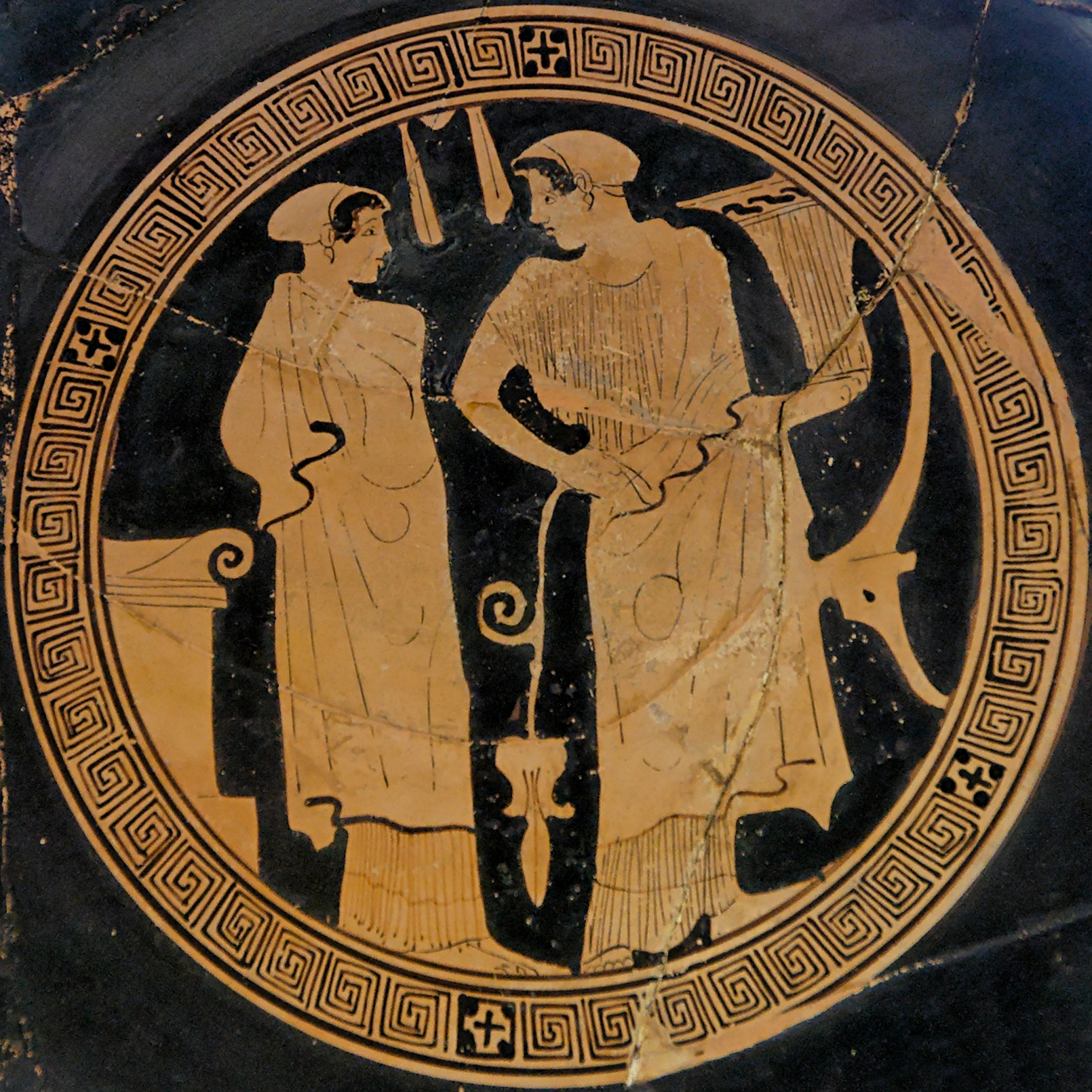
زنان در کنار مجمره؛ نقش روی سبوی سفالی مربوط به ۴۵۰ پیش از میلاد. کاهنه بودن یگانه پیشهٔ عمومی‌ای بود که زنان یونانی مجاز به پرداختن بدان بودند.

دین یونان باستان به مجموعهٔ باورها، آیین‌ها و اساطیر یونان باستان گفته می‌شود. مهم‌ترین مؤلفه‌های این دین یا آیین باور به دوازده ایزد المپ‌نشین (زئوس، هرا، پوزئیدون، آتنا، دمتر، آرس، آفرودیته، آپولون، آرتمیس، هرمس، هفائستوس و، هستیا یا دیونیسوس)، عقاید فیلسوفانه‌ای چون رواقی‌گری و به‌طور محدودتر فلسفه افلاطونی می‌باشد. یونانیان قائل به چندخدایی بودند. خدایان مادینه و نرینهٔ فراوانی که دارای سلسله‌مراتبی بودند و پادشاه این خدایان زئوس بود. برخی از این خدایان رب‌النوع مظاهر طبیعی بودند. برخی از ایشان شهری مخصوص به خود داشتند. خدایان یونانی از رذیلت‌هایی که انسان‌ها بدان دچارند مبری نبودند. یونانیان به زندگی پس از مرگ و دنیای مردگان باور داشتند.
آداب مذهبی یونانی از خود یونان تا آسیای صغیر، ایونیه، مگنا گراسیا و دیگری کلنی‌های یونانی‌نشین رواج داشت. این آیین‌ها در آینده بر باورهای اولیهٔ مردمان ایتالیا چون اتروسک‌ها و دین رومی هم اثر گذاشت.
با اینکه بر باورهای اولیه‌تر یونانیان بسیار کم می‌دانیم، ولی اینگونه به نظر می‌رسد که باورهای یونانیان در واقع حاصل تطور و تکامل دین نیاهندواروپایی باشد.